# Khatunah Me'ukheret
Khatunah Me'ukheret é um filme de drama israelita de 2001 dirigido e escrito por Dover Kosashvili. Foi selecionado como representante de Israel à edição do Oscar 2002, organizada pela Academia de Artes e Ciências Cinematográficas.

## Elenco
- Lior Ashkenazi - Zaza
- Ronit Elkabetz - Judith
- Moni Moshonov - Yasha
- Lili Kosashvili - Lili
- Aya Steinovitz - Ilana
- Rosina Kambus	- Magouly
- Simon Chen - Simon
- Sapir Kugman - Madona
- Dina Doron - Luba
- Leonid Kanevsky - Otary
- Livia Chachmon Ayaliy - Margalit
- Eli Turi - Bessik
- Maria Ovanov - Lali